# 1739
- Wikisource

| Calendário gregoriano                                                        | 1739 MDCCXXXIX                      |
| Ab urbe condita                                                              | 2492                                |
| Calendário arménio                                                           | 1188 – 1189                         |
| Calendário bahá'í                                                            | -105 – -104                         |
| Calendário budista                                                           | 2283                                |
| Calendário chinês                                                            | 4435 – 4436 Início a 8 de fevereiro |
| Calendário copta                                                             | 1455 – 1456                         |
| Calendário etíope                                                            | 1731 – 1732                         |
| Calendários hindus - Vikram Samvat - Calendário nacional indiano - Cáli Iuga | 1794 – 1795 1660 – 1661 4839 – 4840 |
| Calendário Holoceno                                                          | 11739                               |
| Calendário islâmico                                                          | 1152 – 1153                         |
| Calendário judaico                                                           | 5499 – 5500                         |
| Calendário persa                                                             | 1117 – 1118                         |
| Calendário rúnico                                                            | 1989                                |
| Calendário solar tailandês                                                   | 2282                                |

1739 (MDCCXXXIX, na numeração romana)  foi um ano comum do século XVIII do actual Calendário Gregoriano, da Era de Cristo, e a sua letra dominical foi D (53 semanas), teve início a uma quinta-feira e terminou também a uma quinta-feira.
| Ano completo                        |
| ----------------------------------- |
| Ano comum com início à quinta-feira |

## Eventos
- 1 de Janeiro - Ilha Bouvet, a ilha mais remota do mundo, é descoberta pelo explorador francês Jean-Baptiste Charles Bouvet de Lozier.
- O Ducado da Lorena é integrado no reino de França.
- Fim do reinado de Khuwo Peljor, Desi Druk do Reino do Butão.
- Início do reinado de Ngawang Gyaltshen, Desi Druk do Reino do Butão, reinou até 1744.
- Guerra da orelha de Jenkins entre ingleses e espanhóis.

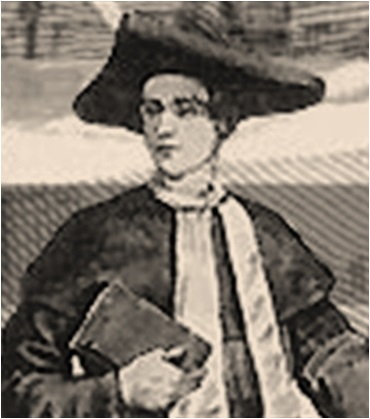
António José da Silva. Litografia do século XVIII. Museu da Inquisição na cidade do México, México.

## Nascimentos
- 17 de Maio - Manuel Álvares, pedagogo português (m. 1777).
- Frei Galvão o primeiro santo brasileiro (m. 1822).

## Mortes
- 18 de outubro - Condenado pela Inquisição, António José da Silva, dramaturgo e escritor português, é garrotado e queimado num auto de fé em Lisboa (n. 1705).

## Por tema
- 1739 na ciência